# Mistrzostwa Świata w Lekkoatletyce 1983 – bieg na 110 m przez płotki mężczyzn

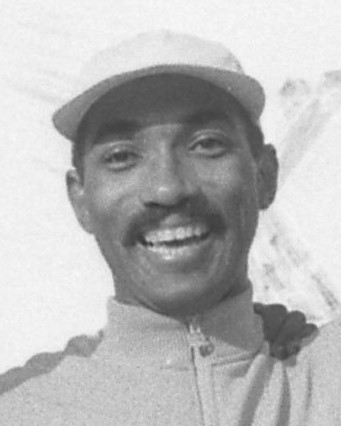
Mistrz świata Greg Foster

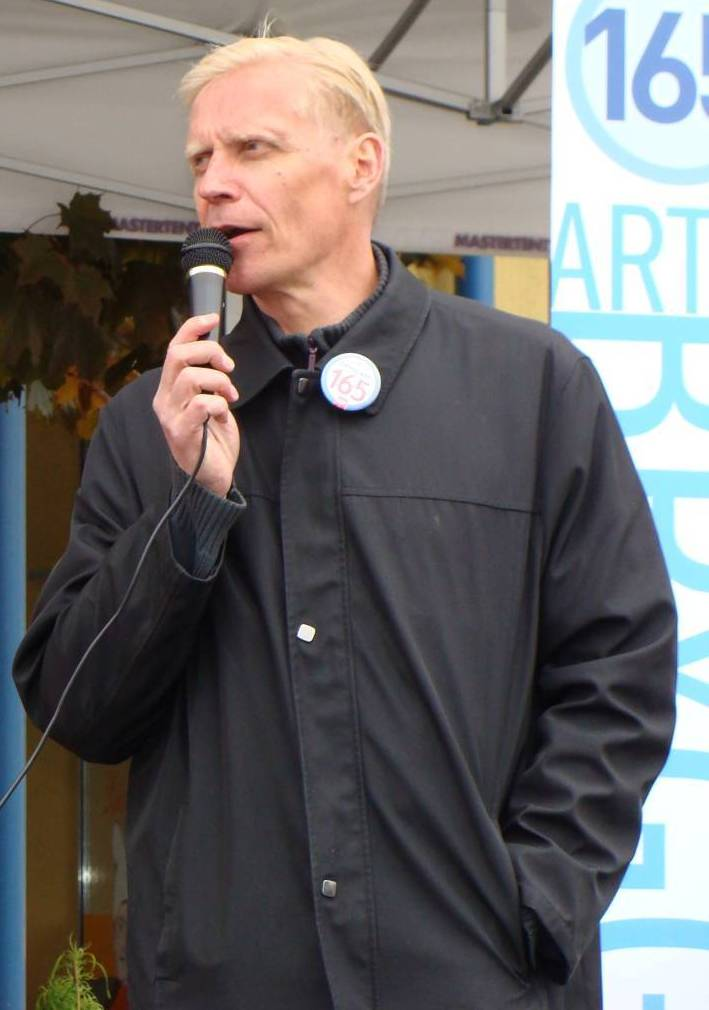
Wicemistrz świata Arto Bryggare

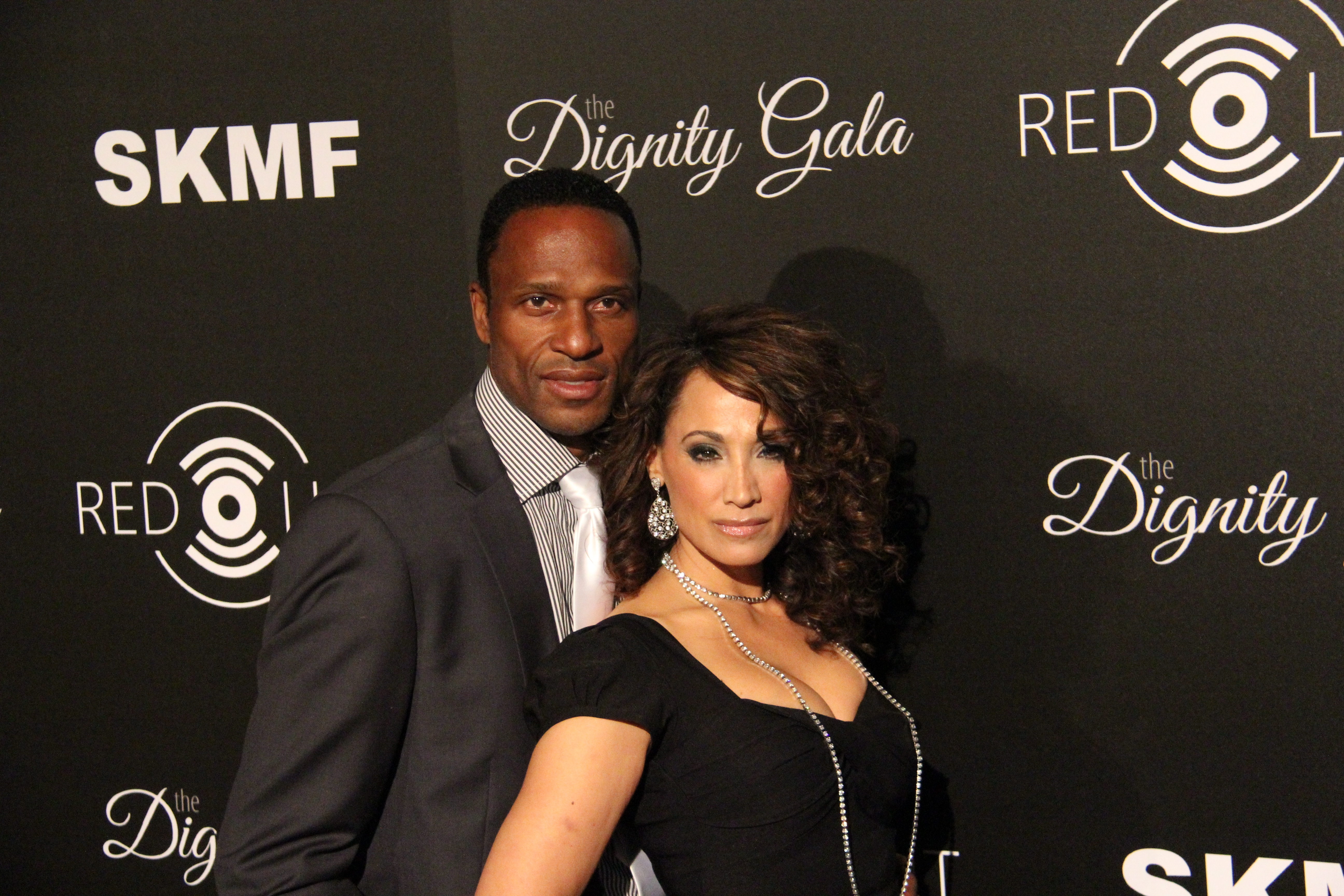
Brązowy medalista Willie Gault

Bieg na 110 metrów przez płotki mężczyzn – jedna z konkurencji biegowych rozgrywanych podczas lekkoatletycznych mistrzostw świata na Stadionie Olimpijskim w Helsinkach.

## Terminarz
| Data        |            |
| ----------- | ---------- |
| 11 sierpnia | Eliminacje |
| 12 sierpnia | Półfinały  |
| 12 sierpnia | Finał      |

## Rekordy
|               | Zawodnik         | Wynik | Miejsce | Data              |
| ------------- | ---------------- | ----- | ------- | ----------------- |
| Rekord świata | Renaldo Nehemiah | 12,93 | Zurych  | 19 maja 1981(dts) |

## Wyniki

### Eliminacje
Rozegrano cztery biegi eliminacyjne. Z każdego biegu trzech najlepszych zawodników automatycznie awansowało do półfinałów (Q). Skład półfinalistów uzupełniło czterech najszybszych płotkarzy spośród pozostałych (q).

### Bieg 1
| Poz. | Imię i nazwisko  | Reprezentacja   | Wynik | Uwagi |
| ---- | ---------------- | --------------- | ----- | ----- |
| 1    | Mark McKoy       | Kanada          | 13,53 | Q     |
| 2    | Thomas Munkelt   | NRD             | 13,61 | Q     |
| 3    | Wencisław Radew  | Bułgaria        | 13,78 | Q     |
| 4    | Mark Holtom      | Wielka Brytania | 13,85 | q     |
| 5    | Béla Bodó        | Węgry           | 13,91 | q     |
| 6    | Modesto Castillo | Dominikana      | 13,93 | q     |
| 7    | Tim Soper        | Nowa Zelandia   | 14,28 |       |

### Bieg 2
| Poz. | Imię i nazwisko   | Reprezentacja     | Wynik | Uwagi |
| ---- | ----------------- | ----------------- | ----- | ----- |
| 1    | Arto Bryggare     | Finlandia         | 13,44 | Q,    |
| 2    | Willie Gault      | Stany Zjednoczone | 13,66 | Q     |
| 3    | Alejandro Casañas | Kuba              | 13,70 | Q     |
| 4    | Liviu Giurgian    | Rumunia           | 13,98 |       |
| 5    | Stéphane Caristan | Francja           | 14,10 |       |
| 6    | Július Ivan       | Czechosłowacja    | 14,28 |       |
| 7    | Gary Bullard      | Bahamy            | 14,31 |       |

### Bieg 3
| Poz. | Imię i nazwisko   | Reprezentacja             | Wynik | Uwagi |
| ---- | ----------------- | ------------------------- | ----- | ----- |
| 1    | Greg Foster       | Stany Zjednoczone         | 13,41 | Q     |
| 2    | György Bakos      | Węgry                     | 13,61 | Q     |
| 3    | Javier Moracho    | Hiszpania                 | 13,62 | Q     |
| 4    | Andreas Oschkenat | NRD                       | 13,80 | q     |
| 5    | Ion Oltean        | Rumunia                   | 13,97 |       |
| 6    | Yu Zhicheng       | Chiny                     | 14,43 |       |
| 7    | San Chai Kim      | Ludowa Republika Kampuczy | 16,26 |       |

### Bieg 4
| Poz. | Imię i nazwisko    | Reprezentacja     | Wynik   | Uwagi |
| ---- | ------------------ | ----------------- | ------- | ----- |
| 1    | Sam Turner         | Stany Zjednoczone | 13,62 w | Q     |
| 2    | Don Wright         | Australia         | 13,70 w | Q     |
| 3    | Andriej Prokofjew  | ZSRR              | 13,90 w | Q     |
| 4    | Daniele Fontecchio | Włochy            | 14,05 w |       |
| 5    | Wu Chin-jing       | Chińskie Tajpej   | 14,24 w |       |
| 6    | Axel Schaumann     | RFN               | 14,40 w |       |
| 7    | Daniel Ololo       | Gabon             | 14,93 w |       |

### Półfinały
Rozegrano dwa biegi półfinałowe. Z każdego biegu czterech najlepszych zawodników awansowało do finału (Q).

### Bieg 1
| Poz. | Imię i nazwisko   | Reprezentacja     | Wynik | Uwagi |
| ---- | ----------------- | ----------------- | ----- | ----- |
| 1    | Greg Foster       | Stany Zjednoczone | 13,22 | Q     |
| 2    | Willie Gault      | Stany Zjednoczone | 13,48 | Q     |
| 3    | Thomas Munkelt    | NRD               | 13,62 | Q     |
| 4    | György Bakos      | Węgry             | 13,66 | Q     |
| 5    | Andriej Prokofjew | ZSRR              | 13,76 |       |
| 6    | Mark Holtom       | Wielka Brytania   | 13,79 |       |
| 7    | Modesto Castillo  | Dominikana        | 14,23 |       |
| –    | Alejandro Casañas | Kuba              | DNS   |       |

### Bieg 2
| Poz. | Imię i nazwisko   | Reprezentacja     | Wynik | Uwagi |
| ---- | ----------------- | ----------------- | ----- | ----- |
| 1    | Arto Bryggare     | Finlandia         | 13,50 | Q     |
| 2    | Sam Turner        | Stany Zjednoczone | 13,65 | Q     |
| 3    | Mark McKoy        | Kanada            | 13,73 | Q     |
| 4    | Wencisław Radew   | Bułgaria          | 13,82 | Q     |
| 5    | Javier Moracho    | Hiszpania         | 13,92 |       |
| 6    | Andreas Oschkenat | NRD               | 13,93 |       |
| 7    | Don Wright        | Australia         | 14,28 |       |
| –    | Béla Bodó         | Węgry             | DNS   |       |

### Finał
| Poz. | Imię i nazwisko | Reprezentacja     | Wynik |
| ---- | --------------- | ----------------- | ----- |
| 1    | Greg Foster     | Stany Zjednoczone | 13,42 |
| 2    | Arto Bryggare   | Finlandia         | 13,46 |
| 3    | Willie Gault    | Stany Zjednoczone | 13,48 |
| 4    | Mark McKoy      | Kanada            | 13,56 |
| 5    | Thomas Munkelt  | NRD               | 13,66 |
| 6    | György Bakos    | Węgry             | 13,68 |
| 7    | Wencisław Radew | Bułgaria          | 13,73 |
| 8    | Sam Turner      | Stany Zjednoczone | 13,82 |